# Seweryn Michalski
Seweryn Michalski (12 september 1994) is een Poolse voetballer, die onder contract staat bij Wieczysta Kraków. 

## Statistieken
| Seizoen         | Club                    | Competitie         | Competitie | Competitie | Play-offs | Play-offs | Beker | Beker | Totaal | Totaal |
| Seizoen         | Club                    | Competitie         | Wed.       | Dlp.       | Wed.      | Dlp.      | Wed.  | Dlp.  | Wed.   | Dlp.   |
| --------------- | ----------------------- | ------------------ | ---------- | ---------- | --------- | --------- | ----- | ----- | ------ | ------ |
| 2012-2013       | GKS Bełchatów           | Ekstraklasa        | 15         | 2          | —         | —         | 0     | 0     | 15     | 2      |
| 2013-2014       | KV Mechelen             | Jupiler Pro League | 1          | 0          | 0         | 0         | 0     | 0     | 1      | 0      |
| 2013-2014       | → Jagiellonia Białystok | Ekstraklasa        | 1          | 0          | —         | —         | 2     | 0     | 3      | 0      |
| 2014-2015       | → Jagiellonia Białystok | Ekstraklasa        | 0          | 0          | —         | —         | 0     | 0     | 0      | 0      |
| 2014-2015       | GKS Bełchatów           | Ekstraklasa        | 1          | 0          | —         | —         | 0     | 0     | 1      | 0      |
| 2015-2016       | GKS Bełchatów           | I liga             | 32         | 3          | —         | —         | 1     | 0     | 33     | 3      |
| 2016-2017       | Chrobry Głogów          | I liga             | 29         | 3          | —         | —         | 1     | 0     | 30     | 3      |
| 2017-2018       | Chrobry Głogów          | I liga             | 19         | 0          | —         | —         | 1     | 0     | 20     | 0      |
| 2018-2019       | Chojniczanka Chojnice   | I liga             | 11         | 2          | —         | —         | 1     | 0     | 12     | 2      |
| 2019-2020       | Chojniczanka Chojnice   | I liga             | 13         | 2          | —         | —         | 0     | 0     | 13     | 2      |
| 2020-2021       | GKS Bełchatów           | I liga             | 16         | 0          | —         | —         | 1     | 0     | 17     | 0      |
| 2021-2022       | Wieczysta Kraków        | IV liga            | 0          | 0          | —         | —         | 0     | 0     | 0      | 0      |
| Carrière totaal | Carrière totaal         | Carrière totaal    | 135        | 12         | 0         | 0         | 6     | 0     | 141    | 12     |

Bron: sport.be